# EF Folkeafstemning 1972
|  | Denne artikel er oprettet af botten Steenthbot ud fra en ekstern database. Den kan derfor have sproglige fejl eller mangler. Denne skabelon kan fjernes efter kontrol af indholdet. |

EF Folkeafstemning 1972 er en dansk dokumentarisk optagelse fra 1972.

## Handling
Optagelser fra EF-afstemningen i København 2. oktober 1972. Byen er fyldt med valgplakater, og københavnerne er på vej til valgstederne rundt om i byen.